# Carina Ljungdahl
Anita Carina Ljungdahl, nach Heirat Anita Carina Algotsson (* 21. Februar 1960 in Filipstad), ist eine ehemalige schwedische Schwimmerin. Sie gewann bei Olympischen Spielen eine Silbermedaille.

## Sportliche Karriere
Die 1,70 Meter große Anita Ljungdahl schwamm für Filipstads IF.
Bereits 1976 gehörte Ljungdahl als Ersatzschwimmerin für die 4-mal-100-Meter-Freistilstaffel zum schwedischen Aufgebot bei den Olympischen Spielen in Montreal, sie wurde aber nicht eingesetzt. Ihre Staffelkolleginnen erreichten den siebten Platz.
Zwei Jahre später bei den Weltmeisterschaften 1978 in West-Berlin wurde die schwedische Freistilstaffel ebenfalls Siebte. Diesmal schwammen Ann-Sofi Roos, Carina Ljungdahl, Lena Ekblom und Birgitta Jönsson.
1980 bei den Olympischen Spielen in Moskau schied Ljungdahl über 100 Meter Freistil als Zehnte des Vorlaufs aus, zum Finaleinzug fehlten ihr 0,25 Sekunden. Zum Abschluss der Schwimmwettbewerbe erreichten Carina Ljungdahl, Birgitta Jönsson, Helena Peterson und Tina Gustafsson das Finale in der 4-mal-100-Meter-Freistilstaffel mit der drittschnellsten Zeit. Im Endlauf waren Ljungdahl, Gustafsson, Agneta Mårtensson und Agneta Eriksson über drei Sekunden schneller als die Vorlaufstaffel. Über sechs Sekunden hinter der DDR-Staffel aber eine halbe Sekunde vor den Niederländerinnen erschwammen die Schwedinnen den zweiten Platz. Nach den bis 1980 gültigen Regeln erhielten nur die im Finale eingesetzten Schwimmerinnen auch eine Medaille.